# Isolemidia pulchella
Isolemidia pulchella is een keversoort uit de familie mierkevers (Cleridae). De wetenschappelijke naam van de soort is voor het eerst geldig gepubliceerd in 1877 door Gorham.